# Ophioplocus japonicus
Ophioplocus japonicus is een slangster uit de familie Ophiolepididae.
De wetenschappelijke naam van de soort werd in 1911 gepubliceerd door Hubert Lyman Clark.